# Orbite polaire
Une orbite polaire est une orbite inclinée de près de 90 degrés. Les véhicules spatiaux positionnés sur ces orbites survolent ainsi les pôles de l'astre à chaque révolution. Une orbite polaire permet, grâce à la rotation de la Terre, de survoler régulièrement l'ensemble du globe.  
Les orbites polaires terrestres utilisées sont généralement assez basses, avoisinant les 700 kilomètres. Elles servent à établir des cartes terrestres et à effectuer de la reconnaissance météorologique.
En 2025, la mission Fram2 est la première habitée utilisant cette orbite.